# マロニ川

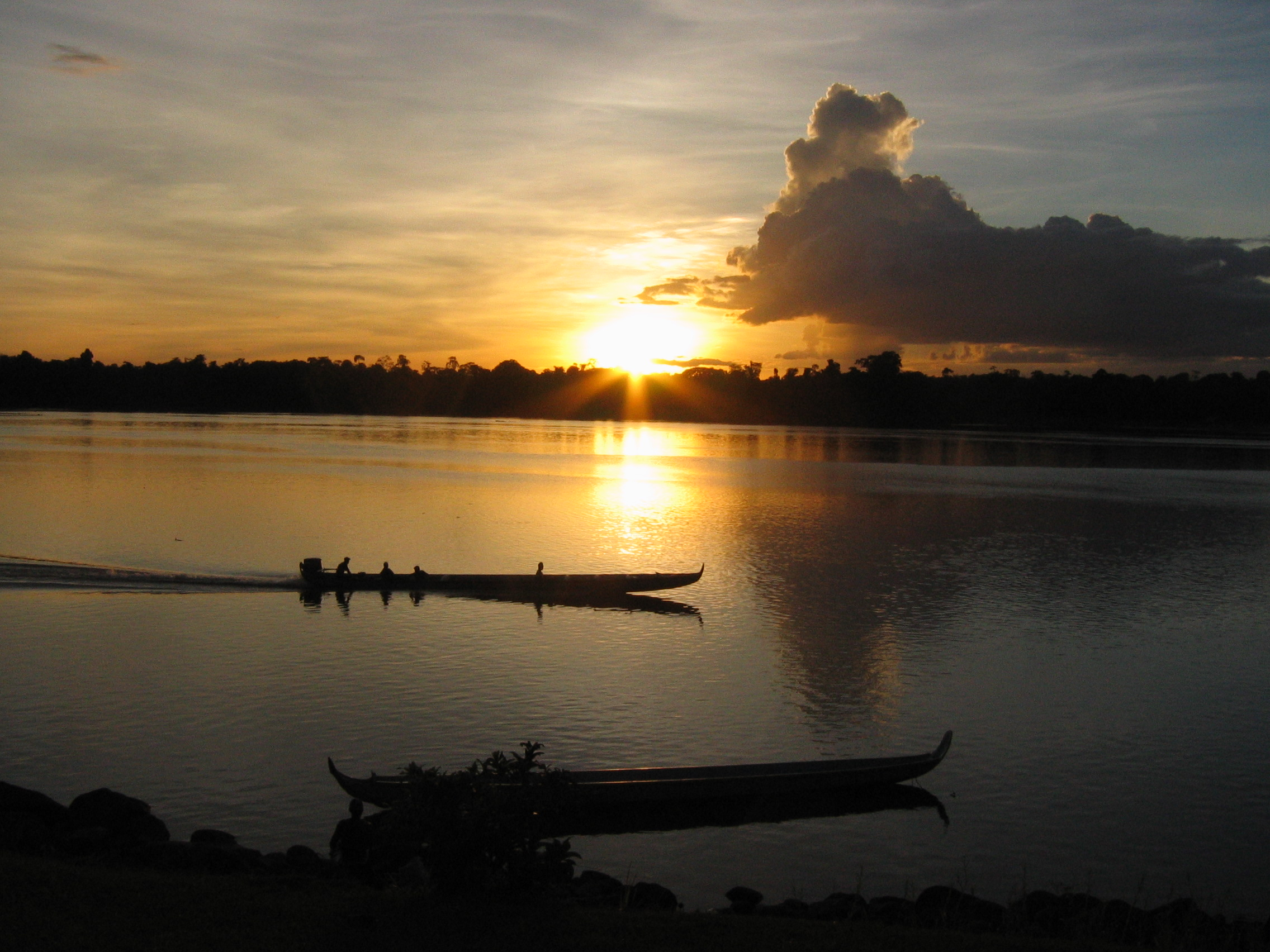
マロニ川の夜景

マロニ川（マロニがわ、フランス語: Maroni、オランダ語: Marowijne Rivier）はフランス領ギアナの西側のスリナムとの国境における河川である。ギアナ高地に源を発して、大西洋に注いでいる。長さは725キロメートルである。
河口一帯には砂浜、沼地、海成粘土、干潟、マングローブ、沼地林およびアサイーの林があり、ウミガメの営巣地および多くの種類の渉禽類の越冬地となっている。1993年に東側の大きな川・マナ川の下流域と共にラムサール条約登録地となった。
なお、フランス領ギアナの東側のブラジルとの国境にはオヤポク川という川が流れる。